# Xenylla stepposa
Xenylla stepposa är en urinsektsart som beskrevs av Sophya K. Stebaeva 1980. Xenylla stepposa ingår i släktet Xenylla och familjen Hypogastruridae. Inga underarter finns listade i Catalogue of Life.